# Кліфтонвілл (футбольний клуб)
«Кліфтонвілл» (англ. Cliftonville) — північноірландський футбольний клуб із Белфаста, заснований 1879 року. Виступає у Прем'єршип.

## Досягнення
Чемпіонат Північної Ірландії
- Чемпіон (5): 1906, 1910, 1998, 2013, 2014

Кубок Північної Ірландії
- Володар (9): 1883, 1888, 1897, 1900, 1901, 1907, 1909, 1979, 2024

Кубок північноірландської ліги:
- Володар (7): 2004, 2013, 2014, 2015, 2016, 2022, 2025

## Виступи в єврокубках
| Сезон   | Змагання               | Раунд   | Суперник      | Вдома | На виїзді | В сукупності |
| ------- | ---------------------- | ------- | ------------- | ----- | --------- | ------------ |
| 1979–80 | Кубок володарів кубків | 1Р      | Нант          | 0–1   | 0–7       | 0–8          |
| 1996    | Кубок Інтертото        | Група 1 | Стандард Льєж | 0–3   | Н/Д       | 5-е          |
| 1996    | Кубок Інтертото        | Група 1 | Хапоель Хайфа | Н/Д   | 1–1       | 5-е          |
| 1996    | Кубок Інтертото        | Група 1 | Штутгарт      | 1–4   | Н/Д       | 5-е          |
| 1996    | Кубок Інтертото        | Група 1 | Ольборг       | Н/Д   | 0–4       | 5-е          |
| 1998–99 | Ліга чемпіонів         | 1КР     | Кошице        | 1–5   | 0–8       | 1–13         |
| 2001    | Кубок Інтертото        | 1Р      | Тилігул-Тирас | 1–3   | 0–1       | 1–4          |
| 2007    | Кубок Інтертото        | 1Р      | Дінабург      | 1–1   | 1–0       | 2–1          |
| 2007    | Кубок Інтертото        | 2Р      | Гент          | 0–4   | 0–2       | 0–6          |
| 2008–09 | Кубок УЄФА             | 1КР     | Копенгаген    | 0–4   | 0–7       | 0–11         |
| 2010–11 | Ліга Європи            | 2КР     | Цибалія       | 1–0   | 0–0       | 1–0          |
| 2010–11 | Ліга Європи            | 3КР     | ЦСКА Софія    | 1–2   | 0–3       | 1–5          |
| 2011–12 | Ліга Європи            | 1КР     | Нью-Сейнтс    | 0–1   | 1–1       | 1–2          |
| 2012–13 | Ліга Європи            | 1КР     | Кальмар       | 1–0   | 0–4       | 1–4          |
| 2013–14 | Ліга чемпіонів         | 2КР     | Селтік        | 0–3   | 0–2       | 0–5          |
| 2014–15 | Ліга чемпіонів         | 2КР     | Дебрецен      | 0–0   | 0–2       | 0–2          |
| 2016–17 | Ліга Європи            | 1КР     | Діфферданж 03 | 2–0   | 1–1       | 3–1          |
| 2016–17 | Ліга Європи            | 2КР     | АЕК Ларнака   | 2–3   | 0–2       | 2–5          |
| 2018–19 | Ліга Європи            | 1КР     | Норшелланн    | 0–1   | 1–2       | 1–3          |
| 2019–20 | Ліга Європи            | ПР      | Баррі Таун    | 4–0   | 0–0       | 4–0          |
| 2019–20 | Ліга Європи            | 1КР     | Гаугесун      | 0–1   | 1–5       | 1–6          |